# Nicolae Ciucă
Nicolae Ciucă (/nikoˈla.e ˈt͡ʃʲukə/), né le 7 février 1967 à Plenița dans le județ de Dolj, est un général et homme d'État roumain. Il est ministre de la Défense de 2019 à 2021 et Premier ministre par intérim du 7 au 23 décembre 2020, puis de plein exercice du 25 novembre 2021 au 12 juin 2023.

## Biographie

### Jeunesse et formation
Nicolae Ciucă naît le 7 février 1967 à Plenița.
Une journaliste dévoile en 2022 que 42 des 138 pages de la thèse de doctorat de Nicolae Ciucă, obtenu en 2003, avaient été plagiées.

### Carrière militaire

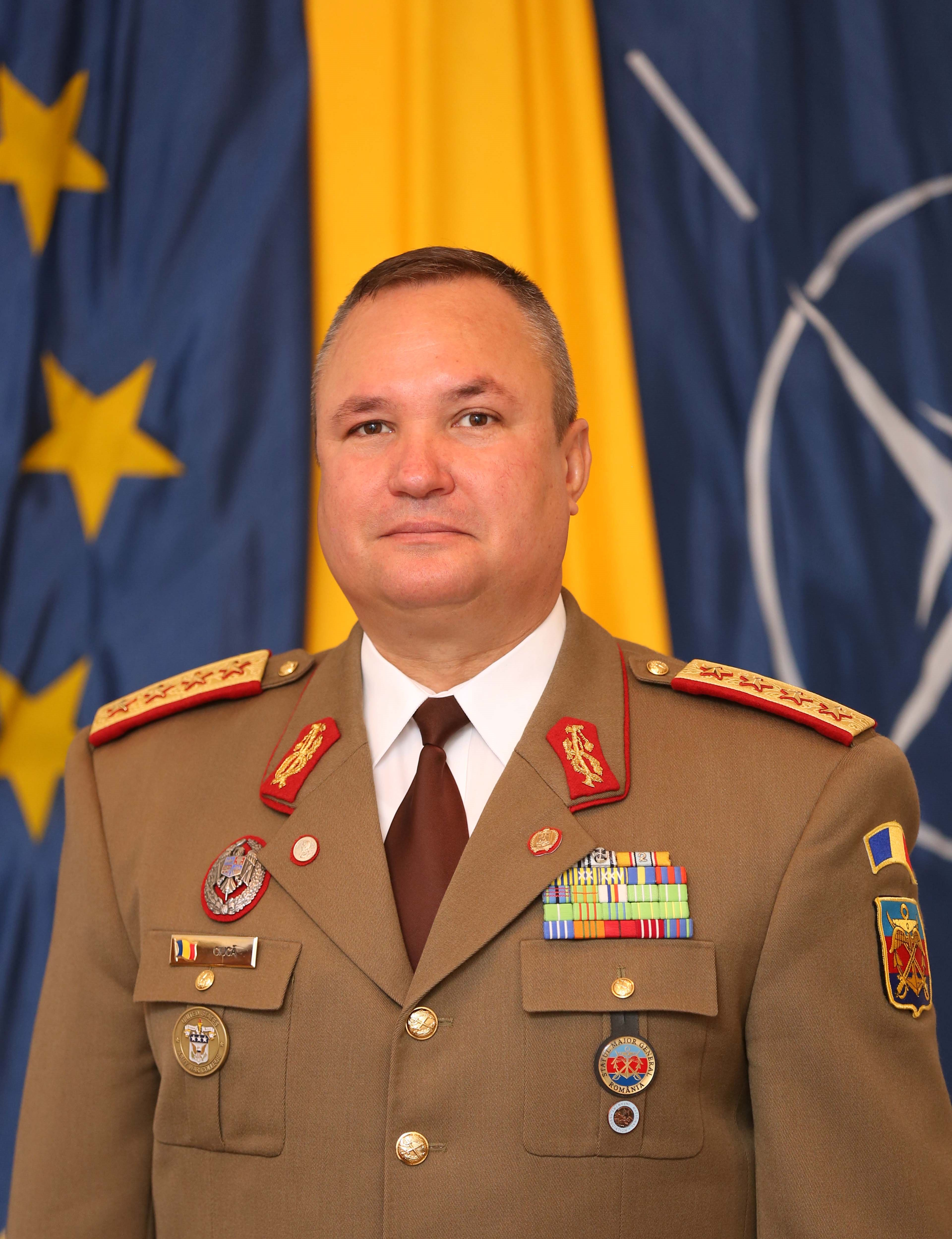
Nicolae Ciucă en 2018.

Il dirige une unité de l'armée roumaine, le bataillon des « Scorpions rouges », qui accompagnait l’armée américaine lors de l'occupation de l'Afghanistan, puis l'occupation de l'Irak.
Le 1er janvier 2015, il devient chef d'État-Major des armées, nommé par le président Klaus Iohannis.

### Parcours politique

#### Ministre de la Défense
Le 4 novembre 2019, il devient ministre de la Défense dans le gouvernement Orban I. Il est reconduit en mars 2020 dans le gouvernement Orban II.

#### Sénateur
Il rejoint le Parti national libéral et brigue un siège de sénateur lors des élections législatives roumaines de 2020.

#### Premier ministre par intérim
Le 7 décembre 2020, au lendemain des élections, lors desquelles le PNL arrive deuxième (derrière le PSD), Ludovic Orban démissionne de la tête du gouvernement. Nicolae Ciucă assure l'intérim. Florin Cîțu lui succède le 23 décembre, alors que Ciucă, premier choix du président Klaus Iohannis, est rejeté par le l'alliance 2020 USR-PLUS et le PNL qui s'opposent au choix d'un militaire pour conduire le gouvernement,.

### Premier ministre

#### Première désignation avortée
Le 21 octobre 2021, deux semaines après le renversement du gouvernement Cîțu et au lendemain de l'échec de Dacian Cioloș à obtenir la confiance du Parlement, il est chargé de former un gouvernement. Alors que l'Union démocrate magyare de Roumanie (UDMR) accepte rapidement de reconduire un gouvernement minoritaire avec le PNL, le Parti social-démocrate (PSD) propose de le soutenir temporairement durant la pandémie de Covid-19 en échange d'accepter 10 mesures. Il présente son gouvernement le 29 octobre. N'ayant pas réussi à obtenir le soutien du PSD ou de l'Union sauvez la Roumanie (USR), il renonce à former un gouvernement le 1er novembre.

#### Seconde désignation réussie et président du PNL
Le 12 novembre, après plusieurs semaines de négociations, le PNL, le PSD et l'UDMR concluent une entente de base pour la formation d'un gouvernement de coalition, alors que des questions restent à résoudre, comme le nom du Premier ministre ou le principe d'une rotation à la tête du gouvernement. Un accord de coalition est obtenu le 21 novembre sur le principe d'une rotation entre les deux partis après 18 mois entre Nicolae Ciucă et le président du PSD, Marcel Ciolacu, ainsi que sur la répartition des ministères. Le lendemain, Ciucă est de nouveau désigné Premier ministre, recevant le soutien du PNL, du PSD et de l'UDMR lors des consultations présidentielles,. Le 23 novembre, conformément à l'accord de coalition, Ciolacu est élu président de la Chambre des députés, tandis que Cîțu devient président du Sénat.
Présenté aux députés et sénateurs réunis le 25 novembre, le gouvernement remporte le vote de confiance du Parlement par 318 voix pour et 126 contre, la majorité requise étant d'au moins 234 voix, puis est assermenté dans la foulée.
Le 7 avril 2022, Florin Cîțu annonce sa démission de la présidence du PNL. Nicolae Ciucă est le seul candidat déclaré pour lui succéder.

#### Démission
Le 17 mai 2023, conformément à l'accord de coalition, il annonce sa démission, effective le 26 mai. À la demande du président Iohannis, il décide finalement de la reporter du fait de la grève des enseignants. Il démissionne effectivement le 12 juin, au lendemain de la fin de cette grève, l'une des plus importantes ces dernières années et qui a vu des dizaines de milliers de personnes sortir dans les rues. Le ministre de la Justice Cătălin Predoiu assure l'intérim. Le 13 juin, Marcel Ciolacu est chargé de former un gouvernement.

#### Président du Sénat
Le jour même, il est élu président du Sénat.